# Orinus tibeticus
Orinus tibeticus är en gräsart som beskrevs av Nan Xian Zhao. Orinus tibeticus ingår i släktet Orinus och familjen gräs. Inga underarter finns listade i Catalogue of Life.